# Institut de préparation aux enseignements de second degré
En France, un institut de préparation aux enseignements de second degré (en abrégé IPES) rassemblait, au sein d'une faculté des sciences ou des lettres, des élèves-professeurs rémunérés, généralement durant 3 ans, en vue de l'acquisition des titres habilitant à l'enseignement dans les lycées, les collèges classiques et moderne, les écoles normales primaires, les écoles nationales professionnelles et les collèges techniques. Créés en 1957, ces instituts furent supprimés en 1979 mais les postes d'élèves-professeurs furent maintenus jusqu'en 1978. À partir de 1970 ce système mis en place pour répondre à la croissance du besoin d'enseignants durant les années 1950-1960 ne se justifiait plus du fait de la forte croissance du nombre de diplômés et de l'excès des candidats par rapport au nombre de poste, et finalement du taux d'échec croissant des élèves-professeurs au CAPES. 
Les élèves-professeurs étaient recrutés sur concours parmi les étudiants des facultés et les élèves de classes préparatoires aux grandes écoles (mathématiques supérieures, lettres supérieures), justifiant d'une année au moins de scolarité. Le nombre de postes d'élèves-professeurs mis au concours était fixé pour chaque discipline par le ministre en tenant compte des besoins en enseignants. Les épreuves de concours étaient organisées au niveau académique et étaient identiques aux épreuves des certificats d'études supérieures préparatoires dans les facultés des sciences ou du certificat d'études littéraires générales dans les facultés des lettres. La répartition des postes par faculté correspondait à la répartition des candidats par faculté. La liste de classement était établie par le doyen et les candidats admis en qualité d'élève professeur par arrêté ministériel. Pouvaient également devenir prioritairement élève-professeur les candidats admissibles aux épreuves orales des concours d'entrée aux cinq écoles normales supérieures. La réception au concours d'entrée dans un institut de préparation aux enseignements de second degré ou bien seulement l'obtention de la moyenne, donnaient la dispense du certificat d'études littéraires générales ou des épreuves écrites du certificat d'études supérieures préparatoire correspondant. Les élèves professeurs devaient souscrire l'engagement de servir dans l'enseignement public pendant une durée minimum de dix années à dater de l'entrée à l'institut. Les élèves professeurs devaient préparer normalement en deux ans dans les facultés les certificats des licences d'enseignement. Des séances de travail étaient organisées spécialement pour eux. Après l'obtention de la licence d'enseignement, les élèves professeurs devaient subir les épreuves orales de la partie théorique du Certificat d'aptitude au professorat de l'enseignement du second degré ou technique(avec donc dispense des épreuves écrites) puis en cas de succès accédaient aux centres pédagogiques régionaux pour y effectuer un stage d'une année en tant que professeur-stagiaire. Durant cette année de stage ils pouvaient préparer un diplôme d'études supérieures ou suivre l'enseignement de 1re année du 3e cycle. À l'issue de ce stage ils subissaient les épreuves pratiques du Certificat d'aptitude au professorat de l'enseignement du second degré ou technique. En cas de succès, les professeurs stagiaires étaient nommés professeurs certifiés dans les lycées, les collèges classiques et moderne, les écoles normales primaires, les écoles nationales professionnelles et les collèges techniques. Ceux qui étaient titulaire d'un diplôme d'études supérieure ou d'un certificat d'études supérieures de 3e cycle admis en équivalence pouvaient l'année qui suivait leur succès aux épreuves pratiques du certificat d'aptitude préparer le concours d'agrégation du second degré. 
Les élèves professeurs percevaient une rémunération annuelle fixée par référence à l'indice brut 230 (équivalent aux traitements des élèves professeurs des écoles normales de 1re année), les professeurs stagiaires des centres pédagogiques régionaux à l'indice brut 300 (équivalent aux traitements des élèves professeurs des écoles normales de 3e année).
À partir de 1960 (décret 60-993) les modalités de déroulement des études furent modifiées. À la suite des deux années de préparations des certificats de licence d'enseignement, pour les licenciés, la troisième était prévue pour préparer l'oral du CAPES ou CAPET théorique et optionnellement pour préparer un diplôme d'études supérieure ou un certificat d'études supérieures de 3e cycle. Pour les non licenciés, la troisième année devait leur permettre de terminer l'obtention des certificats de licence d'enseignement et de préparer l'oral du CAPES ou CAPET. En cas de succès à l'oral, la quatrième année était passée, en tant que professeur stagiaire, au centre pédagogique régional, ou bien, pour au maximum un quart d'entre eux, détenteur d'un diplôme d'études supérieures ou d'une équivalence, à l'institut pour préparer les épreuves d'un concours d'agrégation. Au sein du centre pédagogique régional les professeurs stagiaires pouvait en même temps que leur stage préparer un diplôme d'études supérieures ou un certificat d'études supérieures de 3e cycle, ou bien pour les titulaires de ces diplômes, préparer un concours d'agrégation. Au terme de cette quatrième année au centre pédagogique régional les professeurs stagiaires subissaient les épreuves pratiques pour le certificat d'aptitude. Les élèves professeurs n'ayant pas réussi l'oral du certificat d'aptitude au cours de la troisième année pouvaient obtenir une délégation ministérielle d'adjoint d'enseignement stagiaire ou une bourse d'enseignement supérieur. Au bout du deuxième échec à l'oral ils perdaient le bénéfice de la dispense d'épreuves écrites. 
En 1957, 750 postes d'élèves professeurs furent proposés, dont 250 pour les maitres d'internat et surveillant d'externat. En 1961, 3 000 postes étaient proposés, puis 4 000 en 1968. Le nombre décrut alors pour atteindre 2 800 en 1975.
Les étudiants des IPES étaient désignés du nom d’ipéssiens.
Il existait également depuis 1878, en nombre plus réduit, des bourses de licence, d'une durée de trois ans (puis deux à partir de 1979), distribuées au travers du concours d'admission aux écoles normales supérieures et normalement destinées, pour préparer une licence d'enseignement en deux ans et un diplôme d'études supérieures, aux étudiants des facultés de province afin de contrebalancer l'implantation parisienne des écoles normales supérieures. En réalité, un Parisien pouvait très bien en bénéficier.
Des bourses d'agrégation existaient également, d'une durée de une voire deux années.
Contrairement aux bourses sur critères sociaux, ces bourses de licence et d'agrégation permettaient de valider jusqu'à 12 trimestres pour la retraite.
Ces bourses ont été supprimées en 1992 sous le ministère de Lionel Jospin.